# هنگ ۳۰۷ پیاده‌نظام (ایالات متحده)
هنگ پیاده‌نظام سیصد و هفتم (انگلیسی: 307th Infantry Regiment) یک واحد نظامی آمریکایی و بخشی از «لشکر هفتاد و هفتم پیاده‌نظام» بود که برای خدمت در جنگ جهانی اول ایجاد شده بود و بعدها در جنگ جهانی دوم در اقیانوس آرام حضور داشت. پس از آن، این هنگ پیاده‌نظام تنها برای مقاصد آموزشی، مورد استفاده قرار گرفته‌است.
گردان اول در حال حاضر در پایگاه مشترک مک‌گوایر-دیکس-لیک‌هرست، نیوجرسی، تحت فرماندهی تیپ ۱۷۴ پیاده‌نظام، در حال آموزش سربازان ذخیره ارتش و گارد ملی ارتش برای خدمت در پشتیبانی از عملیات احتمالی خارج از کشور است و در آموزش سربازان پیاده‌نظام تخصص دارد.

## نگارخانه

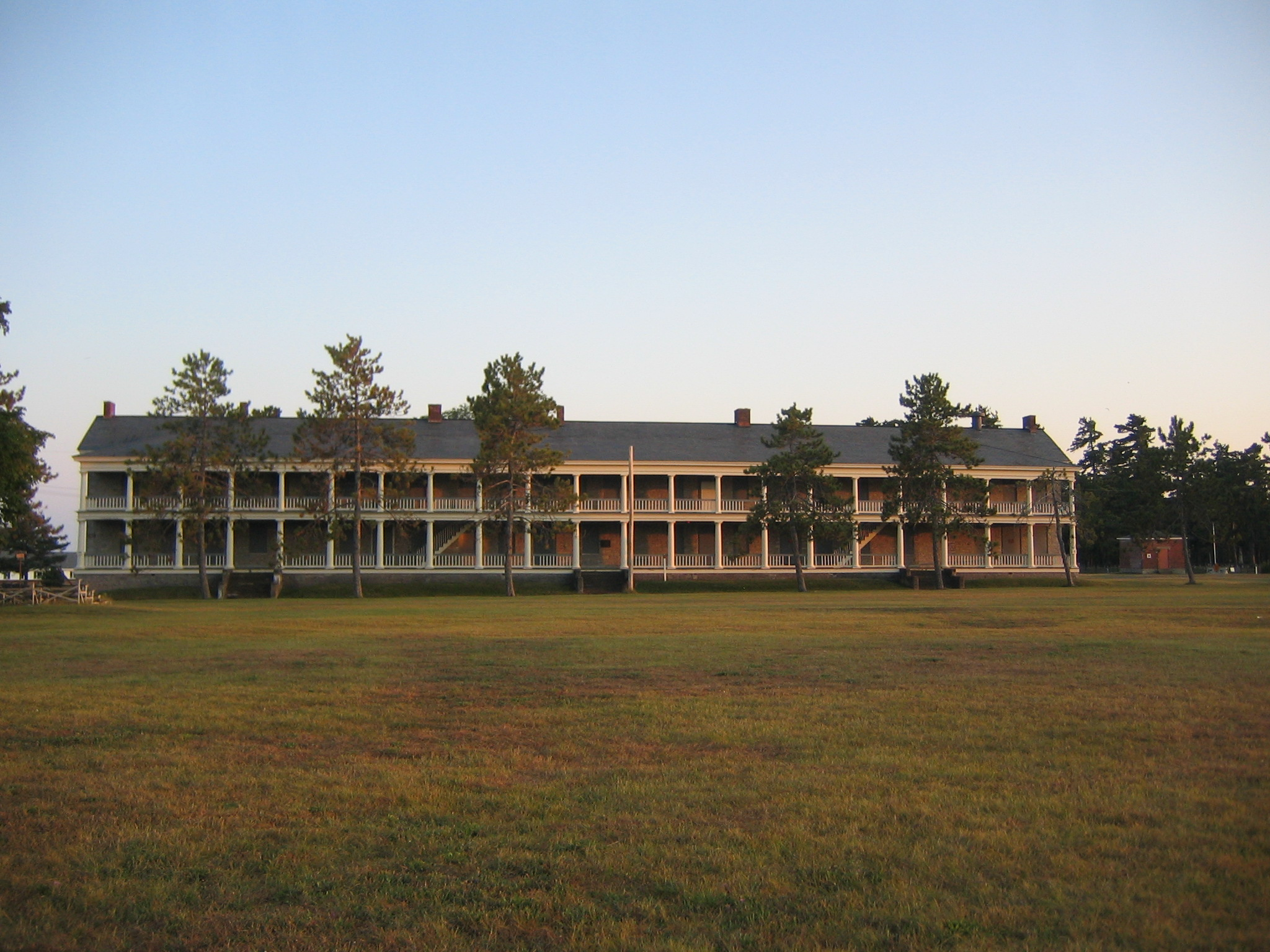
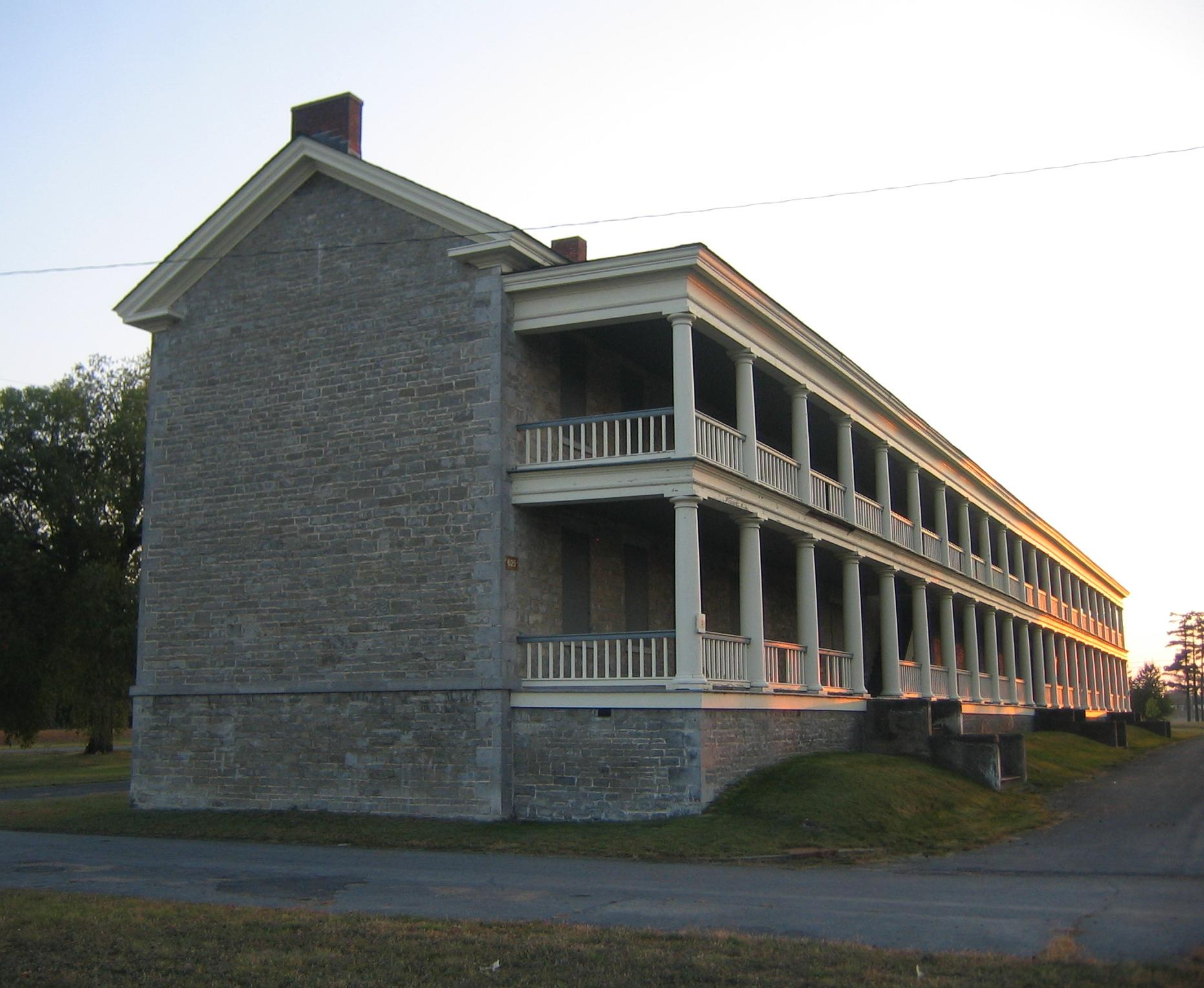